# Cities
Cities è il terzo album in studio del gruppo musicale alternative rock statunitense Anberlin, pubblicato nel 2007.

## Tracce
1. (Début) – 1:27
2. Godspeed – 3:02
3. Adelaide – 3:14
4. A Whisper & A Clamor – 3:25
5. The Unwinding Cable Car – 4:17
6. There Is No Mathematics to Love and Loss – 3:11
7. Hello Alone – 4:00
8. Alexithymia – 3:23
9. Reclusion – 3:31
10. Inevitable – 3:47
11. Dismantle. Repair. – 4:18
12. (*Fin) – 8:53

## Formazione
- Stephen Christian - voce
- Joseph Milligan - chitarra
- Nathan Strayer - chitarra
- Nathan Young - batteria
- Deon Rexroat - basso

## Classifiche
| Classifica (2007)           | Posizione raggiunta |
| --------------------------- | ------------------- |
| Stati Uniti (Billboard 200) | 19                  |